# Popular Song
"Popular Song" é uma canção do artista britânico Mika em parceria com a artista estadunidense Ariana Grande. Trata-se de uma regravação da faixa original contida no álbum The Origin of Love, que possui como convidada especial Priscilla Renea. Sua composição foi assinada pelo próprio Mika em conjunto com Renea, Mathieu Jomphe e Stephen Schwartz, enquanto sua produção ficou a cargo do primeiro em parceria com Greg Wells.
A versão gravada com Grande foi lançada como o segundo single de The Origin of Love no dia 21 de dezembro de 2012, sendo enviada apenas ao mercado norte-americano através das gravadoras Barclay e Casablanca. Derivada da música pop, "Popular Song" possui como temática lírica principal o bullying sofrido por adolescentes durante o período escolar. Sua versão original (com a participação de Renea) possui algumas diferenças na letra, como a presença de palavrões (que foram cortados da versão gravada com a participação de Grande).
Após o lançamento, a recepção da faixa por parte da crítica foi positiva, com alguns críticos definindo-a como uma canção estimulante, referindo-se ao fato dela incentivar os jovens que sofrem com o bullying a tomarem uma iniciativa. Na área comercial, "Popular Song" obteve êxito moderado, realizando aparições nos charts da Bélgica, dentro das listas de canções em airplay. Em abril de 2013, Grande confirmou através de seu twitter que um videoclipe para a versão lançada como single havia sido filmado no primeiro trimestre de 2013, porém a data exata do lançamento não foi especificada.

## Antecedentes e composição
A inspiração para composição da canção se deve a ao musical Wicked, especificamente a musica "Popular", interpretada por Glinda no musical. Em entrevista ao Huffington Post, Mika afirmou: "Fui ver [Wicked] e pensei: 'Glinda está realmente sendo má'. Então pensei que seria legal pegar a música e escrever minha própria versão porque não gosto do que ela estava dizendo naquela parte do show.” O cantor, que está atualmente na turnê em apoio ao novo álbum, acrescentou, "Então eu pensei... em vez de ficar a garota popular a cantá-la, é só pegar o perdedor para cantá-la. Então Stephen Schwartz (compositor de "Wicked") veio para minha casa, em Londres, e eu toquei para ele e expliquei por que eu fiz isso. Então ele ouviu e ficou assustado - instantaneamente adorou."
"Popular Song" foi composta por Mika, Stephen Schwartz, Priscilla Renea e Mathieu Jompie. Trata-se de uma música pop e possui como temática lírica principal o bullying sofrido por adolescentes durante o período escolar. De acordo com a partitura publicada pela Universal Music Publishing Group na página da Musicnotes, Inc, a canção possui um metrônomo de 96 batidas por minuto e é composta na chave de Eb major. A música faz uso de vários instrumentos, notoriamente bateria, guitarra e teclado. De acordo com Byron Flitsch da MTV Buzzworthy a "batida enérgica + melodia cativante + letras lúdicas = música perfeita [...] os vocais de Ariana são uma malha impecável para a vibração sentir-se bem. Na canção ele canta: "I could have been a mess but I never went wrong / Cause I'm putting down my story in a popular song".

## Lista de faixas
| Download digital |                                          |         |  |
| N.º              | Título                                   | Duração |  |
| 1.               | "Popular Song" (featuring Ariana Grande) |         |  |

| Promotional CD single |                                          |         |  |
| N.º                   | Título                                   | Duração |  |
| 1.                    | "Popular Song" (featuring Ariana Grande) | 3:20    |  |
| 2.                    | "Popular Song" (feat. Priscilla Renea)   | 4:07    |  |
| 3.                    | "Popular Song" (Radio Instrumental)      | 3:17    |  |

## Videoclipe

### Antecedentes e lançamento
O vídeo musical acompanhante de "Popular Song" foi gravado em fevereiro de 2013, sob a direção de Chris Marrs Piliero. Os primeiros indícios de que o projeto estava de fato sendo rodado surgiram quando Mika fez um comentário a respeito das gravações em sua conta oficial no microblogging Twitter. No dia 10 de abril do mesmo ano, Ariana Grande respondeu a uma mensagem de um fã que a questionava sobre o lançamento do material com a seguinte frase: "Não sei a data ainda mas já vi a versão final. Tão animada! Mika arrasou". No dia 29 do mesmo mês, o vídeo foi oficialmente lançado na conta do cantor no VEVO, website vinculado ao YouTube.

### Sinopse

Cena do videoclipe na qual vemos Mika, Grande e alguns de seus colegas de classe reunidos em uma mesa de jantar. É nessa sequência que ocorre o clímax do enredo.

O vídeo musical apresenta Mika e Ariana Grande como dois estudantes do colegial que sofrem constantemente com as práticas de bullying realizadas por seus colegas de escola. A história é ambientada principalmente em uma escola cujo estilo visual foi comparado aos trabalhos do cineasta Tim Burton e à série de TV The Addams Family. A primeira cena mostra os artistas principais em uma cozinha, próximos a um caldeirão, no qual um conteúdo líquido é despejado por Ariana Grande e mexido com uma colher-de-pau por Mika. Nos momentos subsequentes são intercaladas cenas do passado - nas quais os protagonistas eram agredidos por seus companheiros do colegial - com cenas nas quais Mika convida as pessoas populares de sua sala para um jantar, que será realizado à noite em sua casa. Esses quadros são unidos a outros que mostram a dupla na cozinha preparando o jantar, que na verdade é uma poção.
Na metade do vídeo, Mika é visto conversando com um carro falante e indo para casa no mesmo, acompanhado por Ariana Grande. A última sequência do vídeo é ambientada na casa do cantor, na qual acontece o jantar. No clímax da cena, os convidados são petrificados logo após tomarem a poção preparada pelos protagonistas. A obra é concluída mostrando o momento no qual ambos estão comemorando sua vitória em cima dos colegas populares, contudo a comemoração é interrompida quando Mika também é petrificado, sendo vítima da vingança de Ariana Grande ocasianada por um episódio ocorrido na infância de ambos, no qual o cantor destruiu um castelo que estava sendo montado pela cantora.

## Desempenho comercial

### Posições nas tabelas musicais
| País – Parada musical (2013)                                | Melhor posição |
| ----------------------------------------------------------- | -------------- |
| Bélgica – Ultratip 100 (Flandres)                           | 8              |
| Bélgica – Ultratip 50 (Valônia)                             | 12             |
| Bélgica – Ultratop Airplay (Valônia)                        | 17             |
| Coreia do Sul – Gaon Singles Chart                          | 133            |
| Coreia do Sul – Gaon International Singles Chart            | 7              |
| Estados Unidos – Bubbling Under Hot 100 Singles (Billboard) | 11             |
| Países Baixos – Dutch Single Top 100                        | 92             |
| Reino Unido – UK Singles Chart                              | 183            |

## Histórico de lançamento
| País           | Data                   | Gravadora  | Formato          |
| -------------- | ---------------------- | ---------- | ---------------- |
| Estados Unidos | 21 de dezembro de 2012 | Casablanca | Download digital |
| Brasil         | 10 de janeiro de 2013  | Universal  | Download digital |
| França         | 10 de janeiro de 2013  | Barclay    | Download digital |